# Lasioglossum speculiferum
Lasioglossum speculiferum är en biart som först beskrevs av Cockerell 1912.  Lasioglossum speculiferum ingår i släktet smalbin, och familjen vägbin. Inga underarter finns listade i Catalogue of Life.